# Aloys Mayr
Aloys Mayr, auch Alois geschrieben (* 3. Dezember 1807 in Stadtamhof, heute Regensburg; † 6. Dezember 1890 in München), war ein deutscher Mathematiker und Professor an der Universität Würzburg.
Mayr studierte an der Ludwig-Maximilians-Universität München und war dort Kandidat der theologischen Fakultät. 1837 wurde er außerordentlicher Professor für Mathematik an der Julius-Maximilians-Universität Würzburg (als Nachfolger von Johann Schön (1771–1839) und dessen Nachfolger Andreas Metz (1767–1839)) und Konservator der Astronomischen Anstalt. 1840 erhielt er eine volle Professur für Mathematik. Einen 1848 in Würzburg gegründeten Katholischen Verein stand er als Vorsitzender vor. 1883 emeritierte er.
Er befasste sich mit Analysis, kam jedoch auch als Professor wissenschaftlich kaum über das von ihm bereits in seiner Dissertation erarbeitete Differentialkalkül hinaus.
Bis zur Ernennung von Eduard Selling war er zwanzig Jahre lang der einzige Mathematiker an der Universität in Würzburg.

## Schriften
- Theorie des Differenzial-Calculs, München, E. A. Fleischmann 1836 (Digitalisat)
- Vollständige Theorie des Differenzial-Calculs, Regensburg 1854 (Digitalisat)
- Grundlegung der Theorie des Variations-Calculs, Würzburg 1861 (Digitalisat)
- Der integrirende Factor und die particularen Integrale, Würzburg 1868 (Digitalisat)
- Construction der Differenzial-Gleichungen aus partikularen Integralen, und zwar aus einfachen Functionen, aus bestimmten Integralen und aus bestimmten Differenzialen, Würzburg 1870 (Digitalisat)